# 孙国帅
孙国帅是一位中国大陆男演员，曾担任吴京的替身演员。他因在短视频平台上发布的正能量短片而走红。

## 经历
2019年，孙国帅作为吴京的替身参演电影《攀登者》。
2020年，孙国帅又作为替身参演《长津湖》。

## 网络迷因
2022年，哔哩哔哩开始出现各种“任何邪恶终将绳之以法”的恶搞，包括“不是白象的我不吃”、“男人就要血气方刚”这些影像大部分出自孙国帅在快手、抖音等平台上发布的短片。

## 评价
孙国帅的评价褒贬不一，有人认为孙国帅拍摄的短片十分的尴尬，称其为“依托答辩（一坨大便）”也有人认为孙国帅比吴京有更真实的爱国倾向。
因为长相酷似吴京，也得名“昊京”